# Túnel Engenheiro Enaldo Cravo Peixoto
O Túnel Engenheiro Enaldo Cravo Peixoto localiza-se na cidade e estado do Rio de Janeiro, no Brasil.
É um dos túneis da Linha Amarela, via expressa carioca que liga a Ilha do Fundão a Jacarepaguá.
Inaugurado em 1997, constitui-se de duas galerias paralelas, com a extensão de 153 metros.
Construído com tecnologia sueca, possui sistema de controle da poluição.

## Na cultura popular
- A pré-estréia do filme Daylight no Rio de Janeiro foi realizada para convidados em 19 de dezembro de 1996 no Túnel Engenheiro Enaldo Cravo Peixoto ainda em obras.[1]